# Provincia Centru, Camerun
Provincia Centru' este o unitate administrativă de gradul I a Camerunului. Reședința sa este orașul Yaoundé.